# Robert Maynard
Pour les articles homonymes, voir Maynard.
Cet article possède des paronymes, voir Robert Ménard et Robert Ménard (réalisateur).
Robert Maynard, né vers 1684 et mort le 1er janvier 1751, est un officier britannique de la Royal Navy. Il est célèbre pour avoir vaincu le pirate Barbe Noire au cours de la bataille de l'île d'Ocracoke, le 22 novembre 1718.

## Biographie

### Jeunesse et début de carrière
Robert Maynard naît en 1683 ou 1684 dans le comté de Kent. Les premières années de sa vie sont mal connues. Alors qu'il n'est encore qu'un adolescent, il s'engage dans la Royal Navy où il atteint le grade d'aspirant. Par la suite, il participe probablement à la prise de Gibraltar en août 1704 ainsi qu'à des affrontements en Méditerranée dans le cadre de la guerre de Succession d'Espagne. Il est promu lieutenant le 14 janvier 1707 et sert en 1709 sur le HMS Bedford, un vaisseau de 3e rang qui opère dans la Manche puis sur les côtes de la Catalogne.
En novembre 1718, Maynard devient lieutenant en premier de la frégate HMS Pearl (en) sous les ordres du capitaine Ellis Brand. En dépit d'un avancement lent qui suggère une absence de protecteur ou de relations familiales influentes, il se distingue comme un officier compétent et dirige le navire lorsque le capitaine est absent.

### Maynard face à Barbe Noire

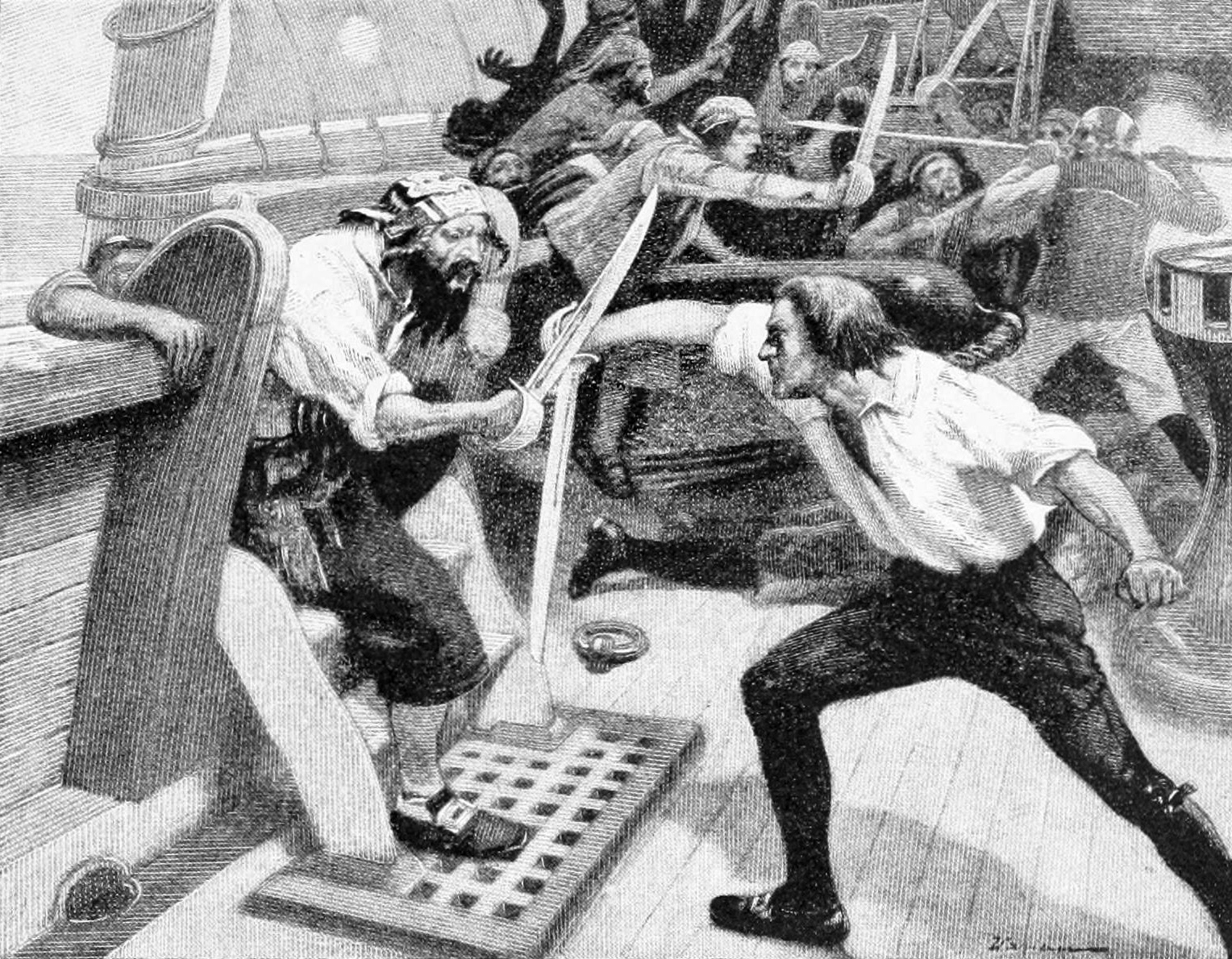
Barbe Noire et son équipage abordent le navire du lieutenant Maynard. Illustration de George Edmund Varian (1904).

Le même mois, le gouverneur de Virginie, Alexander Spotswood, le charge de capturer le redoutable pirate Barbe Noire et lui donne le commandement de deux sloops, le Ranger et le Jane. Parti de Hampton en Virginie le 17 novembre 1718, Maynard repère le navire de Barbe Noire dans la baie de l'île d'Ocracoke le 22 novembre.
La plupart des hommes de Barbe Noire sont alors sur la côte. L'équipage du pirate est en large infériorité numérique (ratio de 3 soldats pour 1 pirate), mais le bateau de Maynard n'a pas de canon ; en outre, il n'est équipé que de petites armes, alors que Barbe Noire a 8 canons à sa disposition. En fin stratège, Maynard fait cacher nombre de ses hommes sous le pont. Barbe Noire a préalablement ancré son bateau dans des eaux peu profondes. Quant au navire de Maynard, il est plus lourd et se coince dans un banc de sable. Tandis que Barbe Noire manœuvre afin de bloquer le commandant anglais, celui-ci ordonne à ses marins de jeter à l'eau tout ce qu'ils peuvent afin d'alléger le bateau et lui permettre de se libérer.

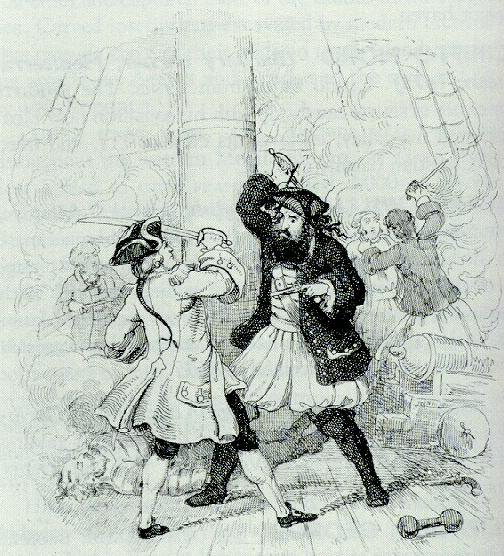
Le lieutenant Maynard affronte Barbe Noire. Illustration du XVIIIe siècle.

Le pirate lance deux assauts sur les bateaux de Maynard. Après la dernière attaque, il ne reste plus que le capitaine et un de ses hommes sur le pont. Barbe Noire tombe dans le piège anglais et part à l'abordage. Il est donc pris en embuscade par une force bien plus importante qu'il ne le croit. Maynard et Teach se retrouvent face-à-face et engagent un duel singulier au pistolet. L'officier britannique blesse son adversaire qui rate sa cible. Le tir est néanmoins non létal et Teach, dégainant son coutelas, frappe avec fureur, au point de casser l'épée de Maynard. 
Un membre d'équipage surgit alors par derrière et poignarde Barbe Noire à la gorge. Le chef pirate est ensuite tué de multiples impacts de balles et d'armes blanches par les hommes de Maynard. Le bilan du combat est de 10 morts et 24 blessés du côté britannique contre 10 morts et neuf blessés faits prisonniers dans les rangs des pirates. Sur ordre de Maynard, le cadavre de Barbe Noire est décapité et sa tête suspendue au mât de beaupré du navire anglais. Quand l'équipage revient en Virginie, la tête du flibustier est fichée sur un poteau à l'entrée de la baie de Chesapeake, afin de décourager les autres pirates.

### Postérité
Après cette bataille, Robert Maynard perd une bonne partie de ses appuis lorsqu'on découvre que lui et ses hommes ont pris quelque 90 £ dans le butin de Teach ; en dépit de sa bravoure, le vainqueur de Barbe Noire n'est pas promu dans l'immédiat et tombe alors dans l'oubli. Il quitte cependant le service avec le rang de master and commander, autrement dit capitaine d'un petit navire de guerre. Son frère Thomas, qui effectue tout comme lui une carrière dans la marine, achève la sienne au même grade.
Inspiré par la lecture d'un article du Boston News-Letters relatant, en février 1719, les circonstances de la mort de Teach, le jeune Benjamin Franklin, alors âgé de 13 ans, compose une ballade en dix strophes intitulée « Une chanson de marin sur la capture de Teach ou Barbe Noire le Pirate », dans laquelle Maynard est dépeint sous les traits d'un guerrier vaillant et intrépide.